# Batalla de El Panecillo
La batalla de El Panecillo fue un enfrentamiento militar librado a inicios de noviembre de 1812 en la colina El Panecillo de Quito, entre los ejércitos del Estado de Quito y los del Imperio español, con victoria de estos últimos.

## Antecedentes
El 2 de septiembre de 1812, después de su derrota en Mocha, el ejército patriota del coronel Carlos de Montúfar se retiró a Santa Rosa y la quebrada Jalupana, donde disponían de fuertes fortificaciones coronadas con artillería. Montúfar reorganizó a sus soldados en esa profunda quebrada de costados perpendiculares, cruzada por torrentes y que cubría el camino a Quito. Estas defensas fueron construidas por el científico Manuel Aguilar.
El ejército realista del comandante general Toribio Montes estuvo un mes ante esa posición sin moverse por carecer de bagajes para el transporte. Hubo que esperar que los suministrara el realista quiteño Martín Chiriboga, quien luego fue nombrado corregidor de Riobamba. Durante ese tiempo, Montes envió a algunas guerrillas a explorar el terreno. Una de ellas atacó a una partida enemiga cerca de la hacienda San José, propiedad de la marquesa de Maenza. La casa fue abandonada en cuanto se acercaron las tropas monárquicas y se encontraron una espléndida comida lista, lo que indicaba la precipitación de quienes huyeron.
El 23 de octubre, Montes, guiado por un realista local llamado Andrés Salvador, decidió seguir una ruta por la cordillera occidental y flanqueo la izquierda patriota para evitar las fortificaciones. Los realistas treparon el nudo andino de Chisinche para llegar a la meseta de Quito por nueve días. Pasaron por el cráter del volcán Ninahuilca y las faldas de la montaña Corazón. Amenazando con cortar llegar a la retaguardia patriota, Montúfar debió retirarse a la capital mientras Montes ocupaba los altos de Belén, al pie del Pichincha.

## Fuerzas enfrentadas
El historiador venezolano Nicolás González Chávez estima las fuerzas monárquicas en unos 3000 efectivos. Considerados «un verdadero ejército» de tropas veteranas de Perú, Panamá, Guayaquil, Cuenca y Guaranda.
Respecto de los efectivos patriotas, González Chávez da la cifra más baja, sólo 3600 combatientes. Los historiadores decimonónicos Bartolomé Mitre, José Manuel Restrepo y Pedro Fermín Cevallos los cifraban en 6000 efectivos. El doctor Agustín Salazar y Lozano acusa a los escritores españoles de exagerar el número de indios que defendían El Panecillo, quienes los cifrarían en 15 000, lo que sería una fanfarronada. Este último número es mayor que el total de hombres adultos movilizables en la provincia de Quito, estimados en 12 000 por los gobiernos revolucionarios. Por último, el historiador chileno Francisco Antonio Encina consideraba que los quiteños jamás movilizaron un verdadero ejército sino «un conglomerado de tropas colecticias», principalmente indios armados con lanzas. Unos 5000 a 6000 entre los vencidos en Cuenca y los dispersos de Mocha.

## Combate

### Defensas
Los independentistas perdieron la ventaja de sus excelentes posiciones y su moral decayó. Los habitantes de Quito hicieron muestras de devoción y plegarias en cada momento del día y realizar procesiones de sangre y lloriqueos al ver a su ejército en retirada. Los patriotas se replegaron a la colina de El Panecillo, fortificando el monte, el barrio San Sebastián y el camino Arco de la Magdalena, donde colocaron su artillería. Colocaron a sus mejores tropas en la entrada de San Sebastián y a otras en el Arco, mientras que milicias, jóvenes reclutas y hasta mujeres quedaron a cargo del abogado Ignacio Ortiz en el cerro. El gobierno había movilizado a todos los ciudadanos sanos de 16 a 50 años para colaborar en la defensa y se habían publicado partes llamando a la unidad. También cubrieron todos los flancos por donde pudieran atacarlos, y por eso los lados oriental y occidentales quedaron bien defendidos por estos irregulares y sus 4 a 6 cañones, considerándose al cerro inexpugnable. Así, en el cerro había dos compañías incompletas de milicianos y treinta artilleros. Además, los patriotas de una numerosa caballería y un gran tren de artillería mal servido. Probablemente sólo 200 milicianos guarnecieran el cerro.

### Plan realista
El avance monárquico fue detenido, pues sus enemigos realizaban numerosas salidas y en una dos compañías de caballería del batallón Estado, forzándolos a no avanzar más allá del Puente del Calzado. Ahí construyeron su cuartel general, lugar desde donde Montes podía dirigir varios ataques simultáneos.
El comandante general intimó a la ciudad a capitular, Montúfar respondió «que la ciudad se defendería hasta el último extremo... desconocía la autoridad con que tratase de ocupar a Quito, pues que ninguna tenían los comerciantes de Cádiz, de quien procedía su nombramiento». Montes, indignado por la respuesta, ordenó al coronel Juan de Sámano y al teniente coronel Antonio María del Valle atacar el cerro. Por su parte, al comandante de ingenieros Miguel María Atero se le encargó rendir las posiciones en el Arco y él mismo cargó con la reserva sobre San Sebastián. Al amanecer siguiente se inició el ataque simultáneo por los tres puntos.

### Asalto
La feroz lucha duró 3 horas. Para evitar el fuego de los cañones, ordenó atacar por el lado meridional el cerro, luego ordenó que la división de Sámano y Valle siguiera el río Machángara pero fue detenida en la placeta de San Sebastián, donde los recibieron con metralla de artillería, mientras que Atero, encargado de tomar el Arco, no pudo avanzar por el fuego de fusiles.
Viendo a sus dos flancos fracasar, Montes decidió actuar con su centro, colocó 4 cañones para proteger su asalto del cerro y mandó a su vanguardia subir por un costado, donde sufrieron una lluvia de rocas, arpones envenenados, bombas, granadas de mano que usaban puntas agudas como metralla y el fuego de artillería cuando intentaron subir cuesta. Afortunadamente para los soldados realistas, como el camino que siguieron era casi perpendicular, los disparos de los cañones enemigos fueron inútiles y pronto sus baterías fueron tomadas. Los realistas mataron a todo el que encontraron, sin perdonar ni a las mujeres. Como describe Mariano Torrente: «El enemigo [patriota] defendía sus posiciones con desesperado valor, nada inferior al que desplegaron las divisiones realistas en sus cargas impetuosas». Al final, la disciplina monárquica se impuso y consiguió un buen uso de sus fusileros y artilleros, bien dirigidos por sus oficiales. En cambio, los patriotas rápidamente agotaron sus municiones.
Al ver la situación perdida, Ortiz ordena retirarse por la falda opuesta, que miraba a la ciudad seguido de una multitud aterrada. El capitán Jauregui, comandante del regimiento de Lima, fue el primero en enarbola el estandarte real en la fortaleza. Las demás fuerzas patriotas fueron incapaces de auxiliar por la distancia y al perderse El Panecillo, todo el aparato defensivo en plazas, calles y casas donde se esperaba que atacaran los realistas quedó inutilizado, pues todos se basaban en aquel cerro como un refugio imposible de tomar.

### Retirada
La mayoría de los soldados patriotas se retiraron a la Plaza de la Independencia, mientras una compañía de artilleros quedó en la Plaza de La Merced con la orden de cañonear El Panecillo, forzando a los realistas a retirarse al lado meridional del cerro. La batalla no estaba decidida, pues el ejército patriota estaba casi intacto, especialmente su poderosa caballería, y aún estaba bien animado. Cuando los realistas intentaron nuevamente avanzar por San Sebastián y el Arco lograron rechazarlos. Además, las posiciones de sus enemigos no eran muy ventajosas, puesto que parte sustancial de sus soldados estaban en una altura sin agua ni víveres y el resto a una legua de distancia, en el Puente de Calzado. Era fácil para los independentistas empezar a asediar a los monárquicos en el cerro, pero estos últimos no podían esperar tomar con facilidad una ciudad con una numerosa población dispuesta a defenderse y donde ya se habían levantado muchas barricadas. Además, la escasa artillería capturada por Montes sólo podía disparar por cerca de una hora en la ciudad, causando limitados daños. Sin embargo, a pesar de la opinión de varios oficiales de seguir dando la batalla, en la noche se decidió ordenar la retirada y de inmediato el ejército empezó a ser seguido por una masa de civiles cargados de sus posiciones.

## Consecuencias

### Bajas
Gracias a los buenos parapetos y trincheras, las bajas de los vencidos apenas fueron 53 muertos y heridos. Sin embargo, José Manuel Restrepo dice que fueron 53 los muertos y se ignoraba el número de heridos. Pedro Fermín Cevallos creía que fueron 46 muertos y muchos heridos. Además, se capturan 25 piezas de variado calibre, 100 fusiles, 300 pares de pistolas, numerosas lanzas y muchísimo material para la campaña.
En cambio, los vencedores padecieron 15 muertos y 77 heridos. Aunque el parte del propio Montes, escrito el 11 de noviembre para el virrey Abascal, dice que fueron 15 muertos y 71 heridos, incluyendo 6 oficiales. Francisco Antonio Encina habla de 15 muertos y 73 heridos.

### Ocupación
Dentro de Quito, las autoridades habían aumentado la represión ante el peligro inminente, destacando la ejecución del realista Pedro Calixto y su hijo Nicolás en el cuartel donde estaban encarcelados en la noche posterior a la batalla. Los Calixto fueron capturados el 19 de junio en Tusa, cuando viajaban a unirse a los realistas de San Juan de Pasto con 60 negros con lanzas y 40 mulas cargadas de dinero, balas y pólvora; Pedro decidió estar presente y ver cuando su hijo fue decapitado para darle ánimos, siguiéndole de inmediato en su destino. Posteriormente, una de sus hijas fue encarcelada y sometida a continuas humillaciones y su otro hijo, Carlos, pudo salvarse de 25 independentistas que fueron a buscarlo en una de sus haciendas, mediante su astucia consiguió emborracharlos, capturarlos y quitarles sus fusiles para luego huir a unirse a los monárquicos en el norte, dejando a su propia familia atrás. Este acto sería usado para justificar una violenta represión posterior.
Montes entró en la ciudad a la jornada siguiente, encontrándose solo algunas mujeres y niños. Debido a esto, los soldados monárquicos empezaron a saquear la urbe pero Montes, al enterarse, ordenó distribuir patrullas para controlar a sus hombres y depositar todo lo robado en un salón del convento San Francisco con la intención de devolverlos a quienes probaran no ser independentistas. Luego publicó un indulto donde insultaba a sus enemigos y excluía una lista de 70 personas, haciendo que poco a poco, los vecinos menos comprometidos con la causa patriota volvieran a sus casas. Mucha gente había huido por los rumores que hicieron circular los patriotas de que sus enemigos querían pasar a cuchillo a todos los habitantes de la ciudad. Sin embargo, restablecido el orden lentamente empezaron a regresar y reactivar el comercio y las comunicaciones con los pueblos vecinos.
Los restos del ejército independentista se retiraron a Ibarra, donde fueron aplastados por Sámano el 1 de diciembre, quien capturó a sus principales jefes.